# 大牟礼
大牟礼（おおむれ）は、鹿児島県指宿市の町丁。郵便番号は891-0401。人口は2,008人、世帯数は1,042世帯（2015年10月1日現在）。大牟礼一丁目から大牟礼五丁目までがあり、大牟礼一丁目から大牟礼五丁目までの全域で住居表示を実施している。

## 地理
指宿市の東部、二反田川の下流域に位置している。字域の北方には指宿市十町、南方には指宿市湊、北方から西方にかけては指宿市十二町にそれぞれ隣接しており、東方には鹿児島湾に面している。
字域の東部を鹿児島県道238号下里湊宮ケ浜線が南北に通り、南西端部を鹿児島県道240号指宿停車場線が通り、国道226号と指宿駅を結んでおり、南方に隣接する湊との境界を平和通りが通っている。

### 河川
- 二反田川

## 歴史
1988年（昭和63年）7月4日に十町及び十二町の一部（湯之里地区、大牟礼地区、潟口地区の一部）で住居表示が実施されるのに伴い大字十町及び大字十二町の一部より分割され、指宿市の町名として「大牟礼一丁目」、「大牟礼二丁目」、「大牟礼三丁目」、「大牟礼四丁目」、「大牟礼五丁目」が設置された。
2006年（平成18年）1月1日には指宿市が山川町及び開聞町と新設合併し新制の指宿市となったが、旧指宿市の区域では大字名の変更は無く、住所の表示は従来通り（指宿市大牟礼一丁目から指宿市大牟礼五丁目）である。

### 町域の変遷
| 実施後                       | 実施年             | 実施前                               |
| ---------------------------- | ------------------ | ------------------------------------ |
| 大牟礼一丁目から大牟礼五丁目 | 1988年（昭和63年） | 大字十町（一部）・大字十二町（一部） |

## 人口

### 町丁別
人口・世帯数（2015年10月1日現在）
| 町名         | 人口  | 世帯数 |
| ------------ | ----- | ------ |
| 大牟礼一丁目 | 467   | 214    |
| 大牟礼二丁目 | 410   | 195    |
| 大牟礼三丁目 | 493   | 243    |
| 大牟礼四丁目 | 422   | 202    |
| 大牟礼五丁目 | 216   | 122    |
| 計           | 2,008 | 1,042  |

### 国勢調査
以下の表は国勢調査による小地域集計が開始された1995年以降の人口の推移である。
| 統計年             | 統計年 | 人口  | 人口 |
| ------------------ | ------ | ----- | ---- |
| 1995年（平成7年）  | [ 8 ]  | 2,380 |      |
| 2000年（平成12年） | [ 9 ]  | 2,302 |      |
| 2005年（平成17年） | [ 10 ] | 2,213 |      |
| 2010年（平成22年） | [ 11 ] | 2,117 |      |
| 2015年（平成27年） | [ 4 ]  | 2,008 |      |

## 施設

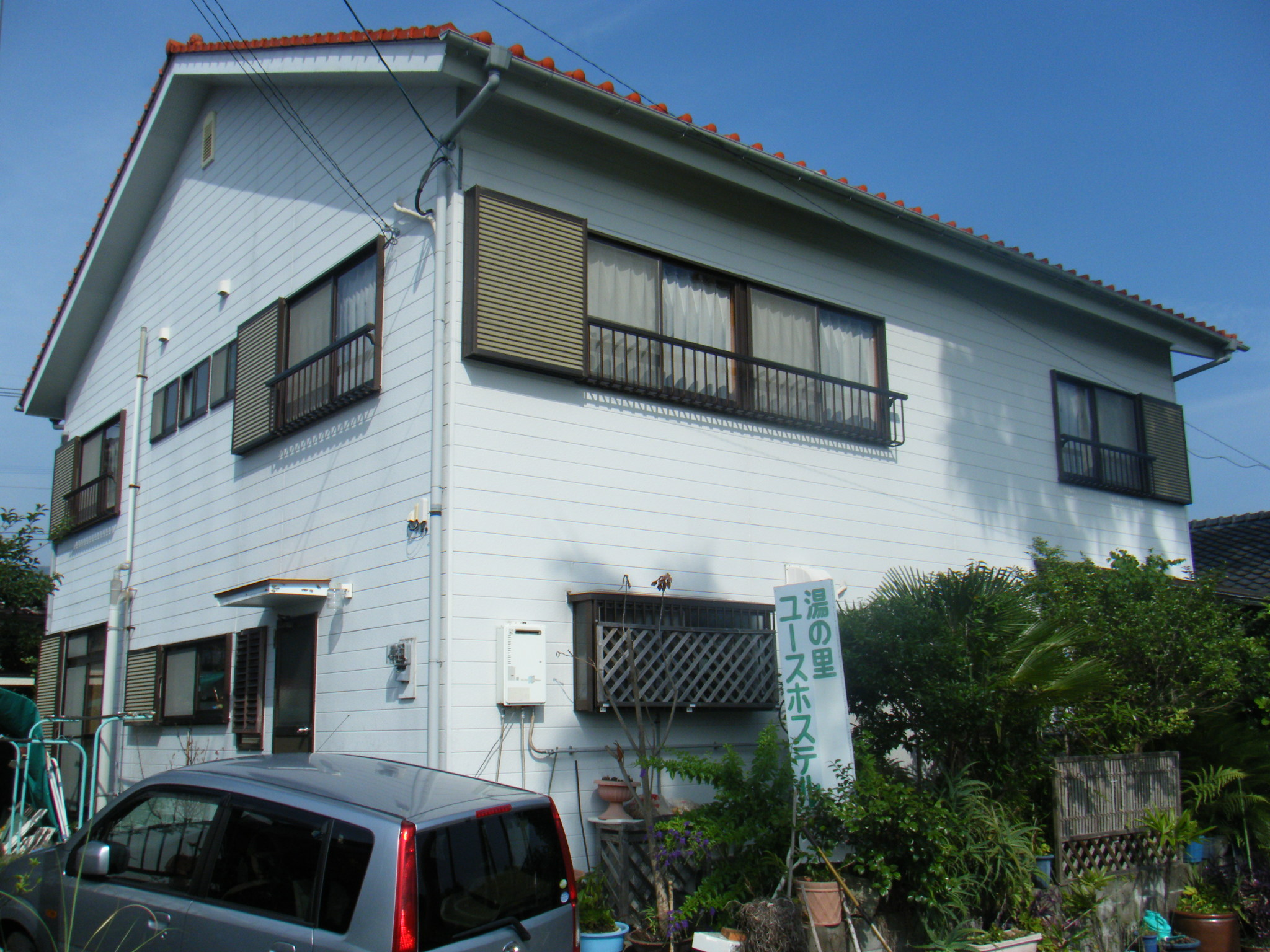
湯の里ユースホステル

### 公共
- 指宿税務署[12]

### 教育
- 白百合幼稚園

### 郵便局
- 指宿郵便局[13]

### その他
- 湯の里ユースホステル

## 小・中学校の学区
市立小・中学校に通う場合、学区（校区）は以下の通りとなる。
| 町名         | 地区 | 小学校             | 中学校               |
| ------------ | ---- | ------------------ | -------------------- |
| 大牟礼一丁目 | 全域 | 指宿市立丹波小学校 | 指宿市立南指宿中学校 |
| 大牟礼二丁目 | 全域 | 指宿市立丹波小学校 | 指宿市立南指宿中学校 |
| 大牟礼三丁目 | 全域 | 指宿市立丹波小学校 | 指宿市立南指宿中学校 |
| 大牟礼四丁目 | 全域 | 指宿市立丹波小学校 | 指宿市立南指宿中学校 |
| 大牟礼五丁目 | 全域 | 指宿市立丹波小学校 | 指宿市立南指宿中学校 |

## 交通

### 鉄道
指宿枕崎線が字域の西端部を南北に走っているが駅は存在しておらず、隣接する湊一丁目に所在している指宿駅が最寄駅となる。

### 道路
一般県道
- 鹿児島県道238号下里湊宮ケ浜線
- 鹿児島県道240号指宿停車場線